# MTV Video Music Awards 2014
La 31ª edizione degli MTV Video Music Awards si è svolta il 24 agosto 2014 nel The Forum di Los Angeles, California. Le nomination sono state presentate il 17 luglio. La cantante Beyoncé e la rapper australiana Iggy Azalea hanno conquistato il maggior numero di nomination (8), seguite dal rapper Eminem (7). Anche nelle vincite Beyoncé è la più premiata con quattro statuette.

## Cerimonia

### Esibizioni
| Artista                               | Canzone                                      |
| Pre-show                              | Pre-show                                     |
| ------------------------------------- | -------------------------------------------- |
| Charli XCX                            | Boom Clap                                    |
| Fifth Harmony                         | BO$$                                         |
| Main show                             |                                              |
| Ariana Grande                         | Break Free (con Zedd)                        |
| Nicki Minaj                           | Anaconda                                     |
| Jessie J, Ariana Grande & Nicki Minaj | Bang Bang                                    |
| Taylor Swift                          | Shake It Off                                 |
| Sam Smith                             | Stay with Me                                 |
| Usher                                 | She Came to Give It to You (con Nicki Minaj) |
| 5 Seconds of Summer                   | Amnesia                                      |
| Iggy Azalea                           | Black Widow (con Rita Ora)                   |
| Maroon 5                              | Maps                                         |
| Maroon 5                              | One More Night                               |
| Beyoncé                               | Mine                                         |
| Beyoncé                               | Haunted                                      |
| Beyoncé                               | Pretty Hurts                                 |
| Beyoncé                               | No Angel                                     |
| Beyoncé                               | Jealous                                      |
| Beyoncé                               | Blow                                         |
| Beyoncé                               | Drunk in Love                                |
| Beyoncé                               | Rocket                                       |
| Beyoncé                               | Partition                                    |
| Beyoncé                               | Superpower                                   |
| Beyoncé                               | ***Flawless                                  |
| Beyoncé                               | Yoncé                                        |
| Beyoncé                               | Blue                                         |
| Beyoncé                               | XO                                           |

### Presentatori

#### Pre-show
- Lucy Hale — Host

#### Main show
- Gwen Stefani e Snoop Dogg hanno presentato il miglior video femminile.
- Jay Pharoah ha fatto vari sketch comici per parlare delle votazioni per la categoria "Artist to Watch" per poi presentarlo successivamente.
- Lorde ha introdotto la performance di Taylor Swift.
- Chelsea Handler ha presentato il miglior video maschile.
- Jim Carrey e Jeff Daniels hanno presentato il miglior video pop.
- Kim Kardashian ha introdotto la performance di Sam Smith.
- Common ha presentato il miglior video hip-hop.
- Uzo Aduba, Laverne Cox e Taylor Schilling hanno presentato la performance di Usher e Nicki Minaj.
- Nina Dobrev e Trey Songz hanno presentato il miglior video rock.
- Chloë Grace Moretz e Dylan O'Brien hanno introdotto la performance dei 5 Seconds of Summer.
- Jennifer Lopez ha introdotto la performance di Iggy Azalea e Rita Ora.
- Jason Derulo e Demi Lovato hanno introdotto la performance dei Maroon 5.
- Jimmy Fallon ha presentato il video dell'anno.
- Jay-Z e Blue Ivy Carter hanno presentato il Video Vanguard Award.

## Vincitori e candidati
In grassetto vengono evidenziati i vincitori.

### Video dell'Anno
- Miley Cyrus - Wrecking Ball
- Iggy Azalea (con Charli XCX) - Fancy
- Beyoncé (con Jay-Z) - Drunk in Love
- Pharrell Williams - Happy
- Sia - Chandelier

### Miglior Video Maschile
- Ed Sheeran (con Pharrell Williams) - Sing
- Pharrell Williams - Happy
- John Legend - All of Me
- Sam Smith - Stay with Me
- Eminem (con Rihanna) - The Monster

### Miglior Video Femminile
- Katy Perry (con Juicy J) - Dark Horse
- Iggy Azalea (con Charli XCX) - Fancy
- Beyoncé - Partition
- Lorde - Royals
- Ariana Grande (con Iggy Azalea) - Problem

### Miglior Collaborazione
- Beyoncé (con Jay-Z) - Drunk in Love
- Ariana Grande (con Iggy Azalea) - Problem
- Katy Perry (con Juicy J) - Dark Horse
- Pitbull (con Kesha) - Timber
- Eminem (con Rihanna) - The Monster
- Chris Brown (con Lil Wayne e Tyga) - Loyal

### Miglior Video Pop
- Ariana Grande (con Iggy Azalea) - Problem
- Pharrell Williams - Happy
- Iggy Azalea (con Charli XCX) - Fancy
- Jason Derulo (con 2 Chainz) - Talk Dirty
- Avicii (con Aloe Blacc) - Wake Me Up

### Miglior Video Rock
- Lorde - Royals
- Imagine Dragons - Demons
- Arctic Monkeys - Do I Wanna Know?
- The Black Keys - Fever
- Linkin Park - Until It's Gone

### Miglior Video Hip-Hop
- Drake (con Majid Jordan) - Hold On (We're Going Home)
- Eminem - Berzerk
- Childish Gambino - 3005
- Kanye West - Black Skinhead
- Wiz Khalifa - We Dem Boyz

### MTV Clubland Award
- Zedd (con Hayley Williams) - Stay the Night
- DJ Snake & Lil Jon - Turn Down for What
- Calvin Harris - Summer
- Martin Garrix - Animals
- Disclosure - Grab Her!

### Miglior regia
- DJ Snake & Lil Jon - Turn Down for What (Registi: DANIELS)
- Eminem (con Rihanna) - The Monster (Regista: Rich Lee)
- Miley Cyrus - Wrecking Ball (Regista: Terry Richardson)
- Beyoncé - Pretty Hurts (Regista: Melina Matsoukas)
- OK Go - The Writing's on the Wall (Registi: Damian Kulash, Aaron Duffy & Bob Partington)

### Miglior coreografia
- Sia - Chandelier (Coreografo: Ryan Heffington)
- Beyoncé - Partition(Coreografi: Svetlana Kostantinova, Philippe Decouflé, Danielle Polanco and Frank Gatson)
- Jason Derulo (con 2 Chainz) - Talk Dirty (Coreografo: Amy Allen)
- Usher - Good Kisser (Coreografi: Jamaica Craft e Todd Sams)
- Michael Jackson (con Justin Timberlake) - Love Never Felt So Good (Coreografi: Rich e Tone Talauega)
- Kiesza - Hideaway (Coreografo: Ljuba Castot)

### Migliori effetti speciali
- OK Go - The Writing's on the Wall (Visual Effects: 1stAveMachine)
- DJ Snake & Lil Jon - Turn Down for What (Visual Effects: DANIELS e Zak Stoltz)
- Disclosure - Grab Her! (Visual Effects: Mathematic e Emile Sornin)
- Eminem - Rap God (Visual Effects: Rich Lee, Louis Baker, Mammal Studios, Laundry! e Sunset Edit)
- Jack White - Lazaretto (Visual Effects: Mathematic e Jonas & François)

### Migliore direzione artistica
- Arcade Fire - Reflektor (Art Director: Anastasia Masaro)
- DJ Snake & Lil Jon - Turn Down for What (Art Director: Jason Kisvarday)
- Eminem - Rap God (Art Director: Alex Pacion)
- Iggy Azalea (con Charli XCX) - Fancy (Art Director: David Courtemarche)
- Tyler, the Creator - Tamale (Art Director: Tom Lisowski)

### Miglior montaggio
- Eminem - Rap God (Editor: Ken Mowe)
- Beyoncé - Pretty Hurts (Editor: Jeff Selis)
- MGMT - Your Life Is a Lie (Editor: Erik Laroi)
- Zedd (con Hayley Williams) - Stay the Night (Editor: Daniel Cloud Campos)
- Fitz and The Tantrums - The Walker (Editor: James Fitzpatrick)

### Miglior fotografia
- Beyoncé - Pretty Hurts (Directors of Photography: Darren Lew e Jackson Hunt)
- Thirty Seconds to Mars - City of Angels (Director of Photography: David Devlin)
- Lana Del Rey - West Coast (Director of Photography: Evan Prosofsky)
- Arcade Fire - Afterlife (Director of Photography: Michael Ragen)
- Gesaffelstein - Hate or Glory (Director of Photography: David Devlin)

### Best Video with a Social Message
- Beyoncé - Pretty Hurts
- Angel Haze (con Sia) - Battle Cry
- Avicii - Hey Brother
- J. Cole (con TLC) - Crooked Smile
- Kelly Rowland - Dirty Laundry
- David Guetta (con Mikky Ekko) - One Voice

### Miglior artista emergente
- Fifth Harmony - Miss Movin' On
- Sam Smith - Stay with Me
- 5 Seconds of Summer - She Looks So Perfect
- Charli XCX - Boom Clap
- Schoolboy Q - Man of the Year

### Best Lyric Video
- 5 Seconds of Summer - Don't Stop
- Ariana Grande - Problem (con Iggy Azalea)
- Austin Mahone - Mmm Yeah (con Pitbull)
- Katy Perry - Birthday
- Demi Lovato - Really Don't Care (con Cher Lloyd)

### Premio alla carriera (Michael Jackson Video Vanguard Award)
- Beyoncé